# Sportverein Wehen 1926 Taunusstein 2022-2023
Questa voce raccoglie le informazioni riguardanti lo Sportverein Wehen 1926 Taunusstein nelle competizioni ufficiali della stagione 2022-2023.

## Stagione
Nella stagione 2022-2023 il Wehen Wiesbaden, allenato da Markus Kauczinski, concluse il campionato di 3. Liga al 4º posto, vinse i play-off con l'Arminia Bielefeld e fu promosso in 2. Bundesliga.

## Rosa
| N. |                        | Ruolo | Calciatore            |
| -- | ---------------------- | ----- | --------------------- |
| 3  | Germania (bandiera)    | D     | Ahmet Gürleyen        |
| 4  | Germania (bandiera)    | D     | Sascha Mockenhaupt    |
| 5  | Germania (bandiera)    | C     | Emanuel Taffertshofer |
| 6  | Germania (bandiera)    | D     | Gino Fechner          |
| 7  | Germania (bandiera)    | C     | Robin Heußer          |
| 8  | Germania (bandiera)    | C     | Johannes Wurtz        |
| 9  | Paesi Bassi (bandiera) | D     | Thijmen Goppel        |
| 10 | Polonia (bandiera)     | C     | Sebastian Mrowca      |
| 13 | Marocco (bandiera)     | P     | Mohamed Amsif         |
| 14 | Germania (bandiera)    | C     | Lucas Brumme          |
| 15 | Italia (bandiera)      | D     | Max Reinthaler        |
| 16 | Germania (bandiera)    | P     | Florian Stritzel      |
| 17 | Germania (bandiera)    | D     | Florian Carstens      |
| 18 | Croazia (bandiera)     | A     | Ivan Prtajin          |
| 19 | Danimarca (bandiera)   | C     | Bjarke Jacobsen       |
| 20 | Germania (bandiera)    | A     | Suheyel Najar         |
| 21 | Germania (bandiera)    | A     | Benedict Hollerbach   |

| N. |                      | Ruolo | Calciatore        |
| -- | -------------------- | ----- | ----------------- |
| 25 | Germania (bandiera)  | D     | Dennis Kempe      |
| 27 | Germania (bandiera)  | D     | Nico Rieble       |
| 29 | Germania (bandiera)  | D     | Bastian Bsullak   |
| 30 | Canada (bandiera)    | C     | Kianz Froese      |
| 31 | Germania (bandiera)  | P     | Arthur Lyska      |
| 32 | Germania (bandiera)  | A     | Robin Rosenberger |
| 33 | Australia (bandiera) | A     | John Iredale      |
| 34 | Germania (bandiera)  | P     | Tobias Pawelczyk  |
| 35 | Germania (bandiera)  | D     | Jason Jaromin     |
| 36 | Germania (bandiera)  | C     | Nassim Elouarti   |
| 37 | Germania (bandiera)  | D     | Brooklyn Ezeh     |
| 38 | Germania (bandiera)  | P     | Lucas Becker      |
| 39 | Germania (bandiera)  | D     | Dominik Bauer     |
| 40 | Germania (bandiera)  | D     | Maurizio Robotta  |
| 41 | Grecia (bandiera)    | A     | Georgios Makridis |
| 42 | Germania (bandiera)  | C     | Imad Jaadar       |
| 44 | Germania (bandiera)  | A     | Boby Bossu        |

## Organigramma societario
Area tecnica
- Allenatore: Markus Kauczinski
- Allenatore in seconda: Nils Döring, Giuliano Modica
- Preparatore dei portieri: Marjan Petković
- Preparatori atletici: Wenzel Böhm, Alexander Ryan, Sebastian Wagener

## Calciomercato

### Sessione estiva
| Acquisti | Acquisti         | Acquisti            | Acquisti |
| R.       | Nome             | da                  | Modalità |
| -------- | ---------------- | ------------------- | -------- |
| A        | Ivan Prtajin     | Olimpia Lubiana     |          |
| D        | Brooklyn Ezeh    | Viktoria Berlino    |          |
| C        | Nassim Elouarti  | Wehen Wiesbaden U17 |          |
| C        | Kianz Froese     | Havelse             |          |
| C        | Robin Heußer     | Ulma                |          |
| A        | Suheyel Najar    | Fortuna Colonia     |          |
| P        | Tobias Pawelczyk | Wehen Wiesbaden U19 |          |
| D        | Max Reinthaler   | Zwickau             |          |

| Cessioni | Cessioni        | Cessioni             | Cessioni |
| R.       | Nome            | a                    | Modalità |
| -------- | --------------- | -------------------- | -------- |
| C        | Mehmet Kurt     | Şanlıurfaspor        |          |
| C        | Dominik Prokop  | HNK Gorica           |          |
| A        | Gustaf Nilsson  | Union Saint-Gilloise |          |
| A        | Petar Slišković | Chennaiyin           |          |
| C        | Maxi Thiel      | Erzgebirge Aue       |          |
| P        | Tim Boss        | Magdeburgo           |          |
| D        | Maximilian Huß  | Rot-Weiß Walldorf    |          |
| A        | John Iredale    | Paderborn            |          |
| A        | Gianluca Korte  | TSV Steinbach Haiger |          |
| C        | Kevin Lankford  | Viktoria Colonia     |          |
| D        | Jozo Stanić     | Varaždin             |          |

### Sessione invernale
| Acquisti | Acquisti | Acquisti | Acquisti |
| R.       | Nome     | da       | Modalità |
| -------- | -------- | -------- | -------- |

| Cessioni | Cessioni    | Cessioni        | Cessioni |
| R.       | Nome        | a               | Modalità |
| -------- | ----------- | --------------- | -------- |
| C        | Amin Farouk | FSV Francoforte |          |

## Risultati

### 3. Liga

#### Girone di andata
| Arbitro: | Stegemann |

|             |           |                  |
| Nilsson 56’ | Marcatori | 77’ Elongo-Yombo |

| Arbitro: | Hempel |

|                  |           |  |
| Koronkiewicz 77’ | Marcatori |  |

| Arbitro: | Gansloweit |

|                                                 |           |                |
| Hollerbach 5’ Iredale 31’ Brumme 61’ Froese 85’ | Marcatori | 56’ Steininger |

| Arbitro: | Kampka |

|           |           |                                                                    |
| Thiel 76’ | Marcatori | 6’ Goppel 38’ Taffertshofer 48’, 61’ Hollerbach 56’ (aut.) Nkansah |

| Arbitro: | Waschitzki-Günther |

|            |           |              |
| Froese 46’ | Marcatori | 83’ Simakala |

| Arbitro: | Exner |

|               |           |                                             |
| Bech 21’, 37’ | Marcatori | 39’ Gürleyen 66’ Hollerbach 73’ (aut.) Funk |

| Arbitro: | Bacher |

|                      |           |                       |
| Jacob 22’ Kerber 65’ | Marcatori | 33’ Wurtz 88’ Prtajin |

| Arbitro: | Weisbach |

|                                              |           |         |
| Hollerbach 31’ (rig.) Froese 82’ Prtajin 85’ | Marcatori | 7’ Kehl |

| Arbitro: | Jöllenbeck |

|            |           |  |
| Kother 64’ | Marcatori |  |

| Arbitro: | Hartmann |

|                               |           |            |
| Prtajin 44’, 73’ Gürleyen 77’ | Marcatori | 52’ Wiegel |

| Arbitro: | Schultes |

|  |           |             |
|  | Marcatori | 35’ Prtajin |

| Arbitro: | Kampka |

|                                        |           |            |
| Prtajin 40’ Hollerbach 56’ Iredale 86’ | Marcatori | 38’ Badjie |

| Arbitro: | Stegemann |

|                                          |           |           |
| Deichmann 54’ Skenderović 79’ Rieder 80’ | Marcatori | 90’ Najar |

| Arbitro: | Oldhafer |

|           |           |                                               |
| Wurtz 62’ | Marcatori | 54’ (aut.) Jacobsen 56’ Pusch 89’ Stoppelkamp |

| Arbitro: | Haslberger |

|  |           |                             |
|  | Marcatori | 5’, 87’ Prtajin 11’ Iredale |

| Arbitro: | Benen |

|                |           |  |
| Reinthaler 79’ | Marcatori |  |

| Arbitro: | Jürgensen |

|                   |           |                   |
| Šapina 67’ (rig.) | Marcatori | 43’ (aut.) Corboz |

| Arbitro: | Brand |

|            |           |  |
| Goppel 11’ | Marcatori |  |

| Arbitro: | Schultes |

|                        |           |                                     |
| Nietfeld 74’ Deniz 82’ | Marcatori | 30’ Prtajin 59’ Goppel 68’ Jacobsen |

#### Girone di ritorno
| Arbitro: | Fuchs |

|  |           |                |
|  | Marcatori | 49’ Hollerbach |

| Arbitro: | Gansloweit |

|             |           |            |
| Prtajin 72’ | Marcatori | 46’ Stehle |

| Arbitro: | Sather |

|                                |           |                          |
| Nollenberger 81’ Fenninger 90’ | Marcatori | 50’, 53’, 61’ Hollerbach |

| Arbitro: | Haslberger |

|              |           |                         |
| Carstens 74’ | Marcatori | 33’ Schikora 65’ Jonjic |

| Arbitro: | Oldhafer |

|                                            |           |                    |
| Simakala 6’ Tesche 43’ Kunze 83’ Rorig 86’ | Marcatori | 90’ (rig.) Prtajin |

| Arbitro: | Alt |

|                                            |           |              |
| Hollerbach 13’, 20’, 47’ Froese 84’ (rig.) | Marcatori | 24’ Testroet |

| Arbitro: | Petersen |

|  |           |                          |
|  | Marcatori | 81’ Grimaldi 86’ Rabihic |

| Arbitro: | Waschitzki-Günther |

|                                        |           |                                  |
| Kehl 55’ Stark 70’ Baur 90’ Guttau 90’ | Marcatori | 72’ Heußer 88’ (rig.) Hollerbach |

| Arbitro: | Jöllenbeck |

|                                               |           |  |
| Reinthaler 50’ Carstens 68’ Froese 74’ (rig.) | Marcatori |  |

| Arbitro: | Nouhoum |

|            |           |                                       |
| Wiegel 42’ | Marcatori | 23’ (rig.) Wurtz 43’ Ezeh 83’ Iredale |

| Arbitro: | Schultes |

|                                               |           |                             |
| Iredale 47’ Reinthaler 53’ Wurtz 73’ Ezeh 89’ | Marcatori | 26’, 59’ Baumann 33’ Jansen |

| Arbitro: | Eckermann |

|               |           |                           |
| Ziętarski 68’ | Marcatori | 39’ Mockenhaupt 45’ Wurtz |

| Arbitro: | Erbst |

|                         |           |  |
| Fechner 10’ Prtajin 84’ | Marcatori |  |

| Arbitro: | Stegemann |

|                  |           |           |
| Pusch 90’ (rig.) | Marcatori | 26’ Wurtz |

| Arbitro: | Bickel |

|             |           |                       |
| Prtajin 14’ | Marcatori | 26’ Pourié 84’ Evseev |

| Arbitro: | Cortus |

|                                     |           |                    |
| Arslan 11’ Hauptmann 70’ Lemmer 80’ | Marcatori | 14’ (rig.) Prtajin |

| Arbitro: | Braun |

|                        |           |            |
| Froese 14’ Prtajin 61’ | Marcatori | 45’ Pernot |

| Arbitro: | Storks |

|             |           |             |
| Correia 52’ | Marcatori | 81’ Iredale |

| Arbitro: | Aarnink |

|              |           |  |
| Jacobsen 44’ | Marcatori |  |

#### Spareggio promozione-retrocessione
| Arbitro: | Brand |

|                                                 |           |  |
| Prtajin 6’ Wurtz 50’ Hollerbach 60’ Iredale 82’ | Marcatori |  |

| Arbitro: | Dingert |

|         |           |                     |
| Klos 4’ | Marcatori | 35’, 45’ Hollerbach |

## Statistiche

### Statistiche di squadra
| Competizione                       | Punti | In casa | In casa | In casa | In casa | In casa | In casa | In trasferta | In trasferta | In trasferta | In trasferta | In trasferta | In trasferta | Totale | Totale | Totale | Totale | Totale | Totale | DR  |
| Competizione                       | Punti | G       | V       | N       | P       | Gf      | Gs      | G            | V            | N            | P            | Gf           | Gs           | G      | V      | N      | P      | Gf     | Gs     | DR  |
| ---------------------------------- | ----- | ------- | ------- | ------- | ------- | ------- | ------- | ------------ | ------------ | ------------ | ------------ | ------------ | ------------ | ------ | ------ | ------ | ------ | ------ | ------ | --- |
| 3. Liga                            | 70    | 19      | 12      | 3       | 4       | 37      | 21      | 19           | 9            | 4            | 6            | 34           | 30           | 38     | 21     | 7      | 10     | 71     | 51     | +20 |
| Spareggio promozione-retrocessione | -     | 1       | 1       | 0       | 0       | 4       | 0       | 1            | 1            | 0            | 0            | 2            | 1            | 2      | 2      | 0      | 0      | 6      | 1      | +5  |
| Totale                             | 70    | 20      | 13      | 3       | 4       | 41      | 21      | 20           | 10           | 4            | 6            | 36           | 31           | 40     | 23     | 7      | 10     | 77     | 52     | +25 |

### Andamento in campionato
| Giornata  | 1 | 2  | 3 | 4 | 5 | 6 | 7 | 8 | 9 | 10 | 11 | 12 | 13 | 14 | 15 | 16 | 17 | 18 | 19 | 20 | 21 | 22 | 23 | 24 | 25 | 26 | 27 | 28 | 29 | 30 | 31 | 32 | 33 | 34 | 35 | 36 | 37 | 38 |
| --------- | - | -- | - | - | - | - | - | - | - | -- | -- | -- | -- | -- | -- | -- | -- | -- | -- | -- | -- | -- | -- | -- | -- | -- | -- | -- | -- | -- | -- | -- | -- | -- | -- | -- | -- | -- |
| Luogo     | C | T  | C | T | C | T | T | C | T | C  | T  | C  | T  | C  | T  | C  | T  | C  | T  | T  | C  | T  | C  | T  | C  | C  | T  | C  | T  | C  | T  | C  | T  | C  | T  | C  | T  | C  |
| Risultato | N | P  | V | V | N | V | N | V | P | V  | V  | V  | P  | P  | V  | V  | N  | V  | V  | V  | N  | V  | P  | P  | V  | P  | P  | V  | V  | V  | V  | V  | N  | P  | P  | V  | N  | V  |
| Posizione | 8 | 15 | 9 | 6 | 9 | 5 | 6 | 5 | 7 | 3  | 3  | 3  | 4  | 6  | 4  | 3  | 3  | 2  | 2  | 2  | 2  | 2  | 3  | 3  | 3  | 3  | 6  | 4  | 3  | 3  | 2  | 2  | 2  | 3  | 4  | 4  | 4  | 4  |

Legenda:

Luogo: C = Casa; T = Trasferta. Risultato: V = Vittoria; N = Pareggio; P = Sconfitta.

### Statistiche dei giocatori
| Giocatore        | 3. Liga  | 3. Liga | 3. Liga     | 3. Liga    | Spareggio | Spareggio | Spareggio   | Spareggio  | Totale   | Totale | Totale      | Totale     |
| Giocatore        | Presenze | Reti    | Ammonizioni | Espulsioni | Presenze  | Reti      | Ammonizioni | Espulsioni | Presenze | Reti   | Ammonizioni | Espulsioni |
| ---------------- | -------- | ------- | ----------- | ---------- | --------- | --------- | ----------- | ---------- | -------- | ------ | ----------- | ---------- |
| M. Amsif         | 2        | 0       | 0           | 0          | 0         | 0         | 0           | 0          | 2        | 0      | 0           | 0          |
| D. Bauer         | 0        | 0       | 0           | 0          | 0         | 0         | 0           | 0          | 0        | 0      | 0           | 0          |
| L. Becker        | 0        | 0       | 0           | 0          | 0         | 0         | 0           | 0          | 0        | 0      | 0           | 0          |
| B. Bossu         | 2        | 0       | 0           | 0          | 0         | 0         | 0           | 0          | 2        | 0      | 0           | 0          |
| L. Brumme        | 15       | 1       | 1           | 1          | 0         | 0         | 0           | 0          | 15       | 1      | 1           | 1          |
| B. Bsullak       | 0        | 0       | 0           | 0          | 0         | 0         | 0           | 0          | 0        | 0      | 0           | 0          |
| F. Carstens      | 23       | 2       | 5           | 0          | 1         | 0         | 0           | 0          | 24       | 2      | 5           | 0          |
| N. Elouarti      | 1        | 0       | 1           | 0          | 0         | 0         | 0           | 0          | 1        | 0      | 1           | 0          |
| B. Ezeh          | 33       | 2       | 11          | 0          | 2         | 0         | 1           | 0          | 35       | 2      | 12          | 0          |
| A. Farouk        | 2        | 0       | 0           | 0          | 0         | 0         | 0           | 0          | 2        | 0      | 0           | 0          |
| G. Fechner       | 29       | 1       | 6           | 0          | 2         | 0         | 0           | 0          | 31       | 1      | 6           | 0          |
| K. Froese        | 33       | 6       | 2           | 0          | 2         | 0         | 0           | 0          | 35       | 6      | 2           | 0          |
| T. Goppel        | 18       | 3       | 2           | 0          | 0         | 0         | 0           | 0          | 18       | 3      | 2           | 0          |
| A. Gürleyen      | 32       | 2       | 6           | 1          | 2         | 0         | 1           | 0          | 34       | 2      | 7           | 1          |
| R. Heußer        | 32       | 1       | 2           | 1          | 2         | 0         | 0           | 0          | 34       | 1      | 2           | 1          |
| B. Hollerbach    | 37       | 14      | 5           | 0          | 2         | 3         | 0           | 0          | 39       | 17     | 5           | 0          |
| J. Iredale       | 32       | 6       | 4           | 0          | 2         | 1         | 0           | 0          | 34       | 7      | 4           | 0          |
| I. Jaadar        | 0        | 0       | 0           | 0          | 0         | 0         | 0           | 0          | 0        | 0      | 0           | 0          |
| B. Jacobsen      | 32       | 2       | 6           | 0          | 2         | 0         | 0           | 0          | 34       | 2      | 6           | 0          |
| J. Jaromin       | 0        | 0       | 0           | 0          | 0         | 0         | 0           | 0          | 0        | 0      | 0           | 0          |
| D. Kempe         | 7        | 0       | 1           | 0          | 1         | 0         | 0           | 0          | 8        | 0      | 1           | 0          |
| M. Kurt          | 0        | 0       | 0           | 0          | 0         | 0         | 0           | 0          | 0        | 0      | 0           | 0          |
| A. Lyska         | 23       | 0       | 1           | 0          | 0         | 0         | 0           | 0          | 23       | 0      | 1           | 0          |
| G. Makridis      | 1        | 0       | 0           | 0          | 0         | 0         | 0           | 0          | 1        | 0      | 0           | 0          |
| S. Mockenhaupt   | 34       | 1       | 1           | 0          | 2         | 0         | 0           | 0          | 36       | 1      | 1           | 0          |
| S. Mrowca        | 29       | 0       | 6           | 1          | 2         | 0         | 0           | 0          | 31       | 0      | 6           | 1          |
| S. Najar         | 13       | 1       | 0           | 0          | 0         | 0         | 0           | 0          | 13       | 1      | 0           | 0          |
| G. Nilsson       | 1        | 1       | 0           | 0          | 0         | 0         | 0           | 0          | 1        | 1      | 0           | 0          |
| T. Pawelczyk     | 0        | 0       | 0           | 0          | 0         | 0         | 0           | 0          | 0        | 0      | 0           | 0          |
| I. Prtajin       | 27       | 15      | 6           | 0          | 2         | 1         | 0           | 0          | 29       | 16     | 6           | 0          |
| M. Reinthaler    | 30       | 3       | 7           | 1          | 0         | 0         | 0           | 0          | 30       | 3      | 7           | 1          |
| N. Rieble        | 13       | 0       | 2           | 0          | 2         | 0         | 0           | 0          | 15       | 0      | 2           | 0          |
| M. Robotta       | 0        | 0       | 0           | 0          | 0         | 0         | 0           | 0          | 0        | 0      | 0           | 0          |
| R. Rosenberger   | 0        | 0       | 0           | 0          | 0         | 0         | 0           | 0          | 0        | 0      | 0           | 0          |
| F. Stritzel      | 15       | 0       | 0           | 0          | 2         | 0         | 0           | 0          | 17       | 0      | 0           | 0          |
| E. Taffertshofer | 32       | 1       | 3           | 0          | 2         | 0         | 0           | 0          | 34       | 1      | 3           | 0          |
| J. Wurtz         | 34       | 6       | 6           | 0          | 2         | 1         | 0           | 0          | 36       | 7      | 6           | 0          |